# SS Belgic (1873)
SS Belgic byl parník společnosti White Star Line. Jeho tonáž činila 2 652 BRT. Sloužil jako nákladní loď, ale mohl také převážet cestující. Sloužil na trase Liverpool - Jižní Amerika, ale svou první plavbu, na kterou vyplul 30. května 1874, měl z Liverpoolu do New Yorku. Poté byl pronajat na 5 let společnosti Occidental & Oriental Steamship Company, pod kterou sloužil na trase San Francisco - Hongkong. V roce 1883 byl prodán Španělům a přejmenován na Goefredo. Roku 1886 se potopil v ústí řeky Mersey. O dva roky později byl vyzvednut a sešrotován.